# سنت آندره، رئونیون
شهر سنت آندره، رئونیون (به فرانسوی: Saint-André, Réunion) در شهرستان رئونیون در ناحیه رئونیون با جمعیت ۵۱٬۸۱۷ نفر در جزیرهٔ رئونیون جنوب اقیانوس هند، شرق ماداگاسکار و قارهٔ آفریقا واقع شده‌است و جزو کشور فرانسه محسوب می‌شود.